# Bal des ardents
Vous lisez un « bon article » labellisé en 2015.
Ne doit pas être confondu avec La Chambre ardente.

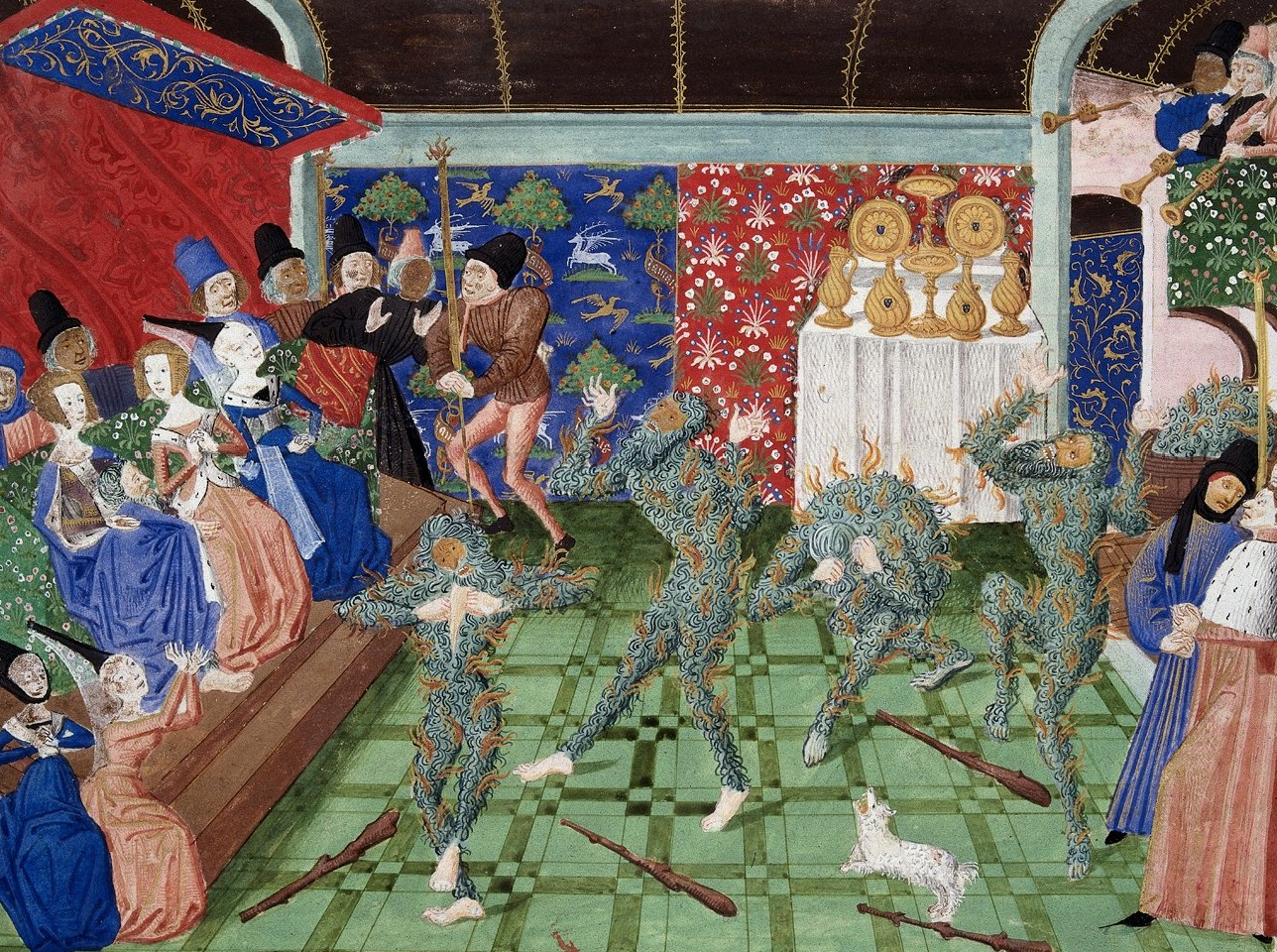
Représentation du « Bal des ardents ». Miniature attribuée à Philippe de Mazerolles, tirée d'un manuscrit des Chroniques de Froissart. British Library, Harley 4380, 1.

Le Bal des ardents ou Bal des sauvages désigne un charivari (aussi appelé momerie), sorte de bal masqué organisé le 28 janvier 1393 à l'hôtel Saint-Pol, à Paris, auquel participe le roi de France Charles VI, et passé à la postérité en raison de l'accident dramatique qui en résulta. Le spectacle tourne à la tragédie lorsque quatre membres de la noblesse périssent dans l'incendie causé par une torche apportée par Louis, duc d'Orléans, frère du roi. Seuls Charles et l'un des danseurs en réchappent. Déjà très fragile mentalement, le monarque sombre définitivement dans la folie après cet épisode.
L'événement achève de saper la crédibilité du souverain dans sa capacité à assurer le gouvernement du royaume. L'incident, qui témoigne de la décadence de la cour, suscite la colère des Parisiens qui menacent de se rebeller contre les régents et les membres les plus importants de la noblesse. L'indignation de la population contraint le roi et son frère, le duc d'Orléans, qu'un chroniqueur contemporain accuse de tentative de régicide et de sorcellerie, à faire pénitence à la suite de l’évènement.
L'épouse de Charles, Isabeau de Bavière, avait organisé le bal en l'honneur du remariage de l'une de ses dames de compagnie. Les universitaires considèrent qu'il pourrait s'agir d'un charivari traditionnel, au cours duquel les danseurs sont déguisés en sauvages, créatures mythologiques couramment associées à la démonologie, représentées au cours de la période médiévale en Europe et documentées lors des festivités de l'époque des Tudor en Angleterre.
L'événement est rapporté par plusieurs écrivains contemporains tels que Michel Pintoin et Jean Froissart, et illustré dans plusieurs enluminures, comme celles du Maître d'Antoine de Bourgogne, au XVe siècle.

## Contexte

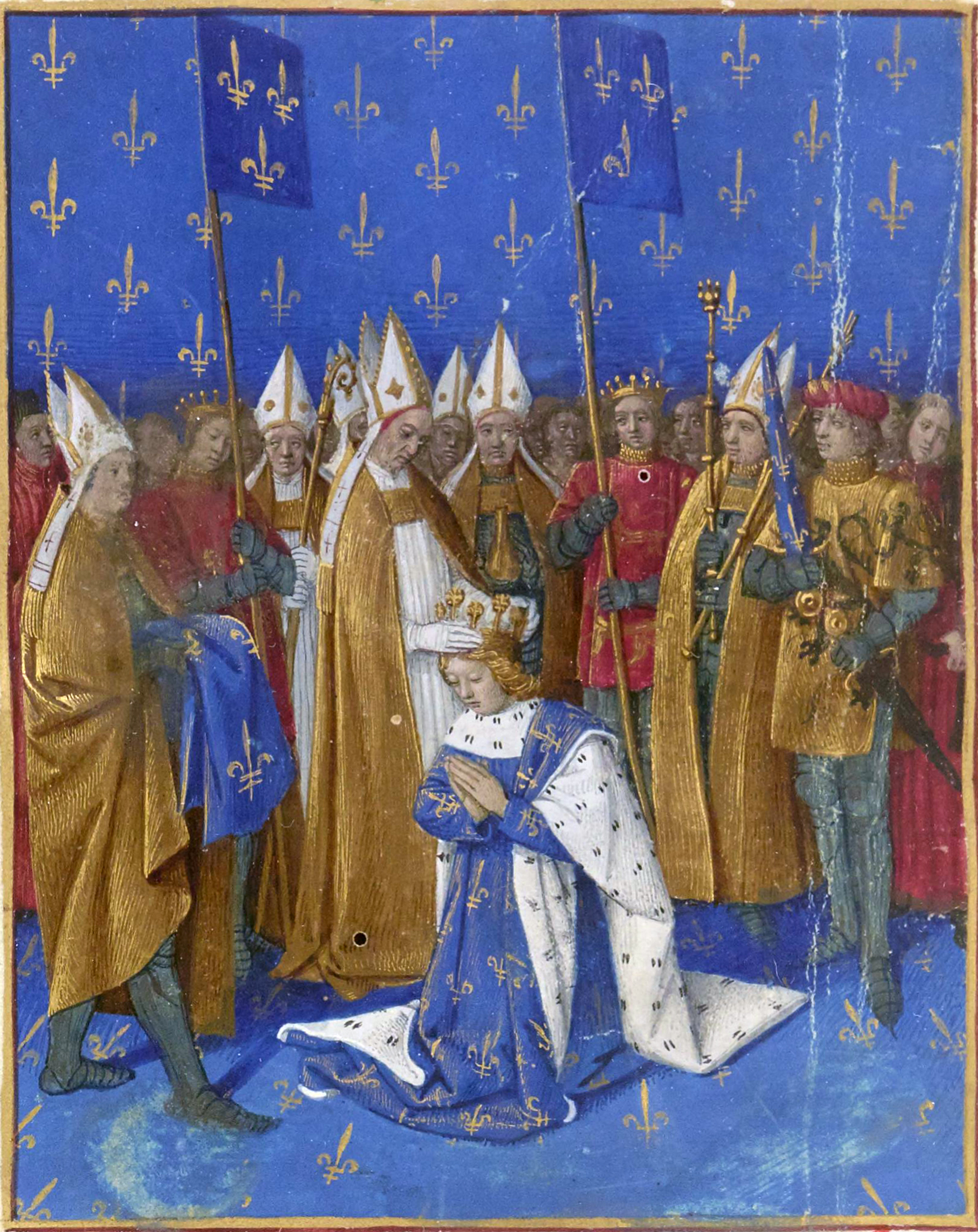
Couronnement de Charles VI (roi de France), représenté par Jean Fouquet. Grandes Chroniques de France, vers 1460.

En 1380, à la mort de son père, Charles V, le jeune Charles VI, alors âgé de 12 ans, est couronné roi. Comme il est encore mineur, la régence est confiée à ses quatre oncles. Moins de deux ans après, l'un d'entre eux, Philippe le Hardi, décrit par l'historien Robert Knecht comme l'un des « princes les plus puissants d'Europe », devient le seul régent après que Louis d'Anjou ait pillé le trésor royal pour aller mener une campagne en Italie et que les deux autres oncles, Jean de Berry et Louis de Bourbon, aient témoigné peu d'intérêt pour le pouvoir. En 1387, année de ses vingt ans, Charles prend seul le pouvoir, et renvoie immédiatement ses oncles pour réinstaurer les marmousets, conseillers traditionnels de son défunt père. Contrairement à ses oncles, ces derniers sont partisans de la paix avec l'Angleterre, d'une pression fiscale moindre, et de l’instauration d'un gouvernement central responsable. Cela aboutit à la signature de la trêve de Leulinghem, et au renvoi de Jean de Berry de son poste d'administrateur du Languedoc en raison de la pression fiscale excessive qu'il exerce.
En 1392, Charles souffre de la première manifestation d'un trouble psychique qui l'affectera par intermittence toute sa vie. La crise de fureur initiale trouve son origine dans la tentative d'assassinat d'Olivier de Clisson, connétable de France et chef de file des marmousets. Menée par Pierre de Craon et orchestrée par Jean IV de Bretagne, l'affaire échoue. Convaincu que l'attentat à la vie de Clisson soit également un acte de violence dirigé contre lui et la monarchie, Charles imagine promptement un plan d'invasion de la Bretagne, soutenu par les marmousets. Le roi quitte Paris accompagné d'une armée de chevaliers,.

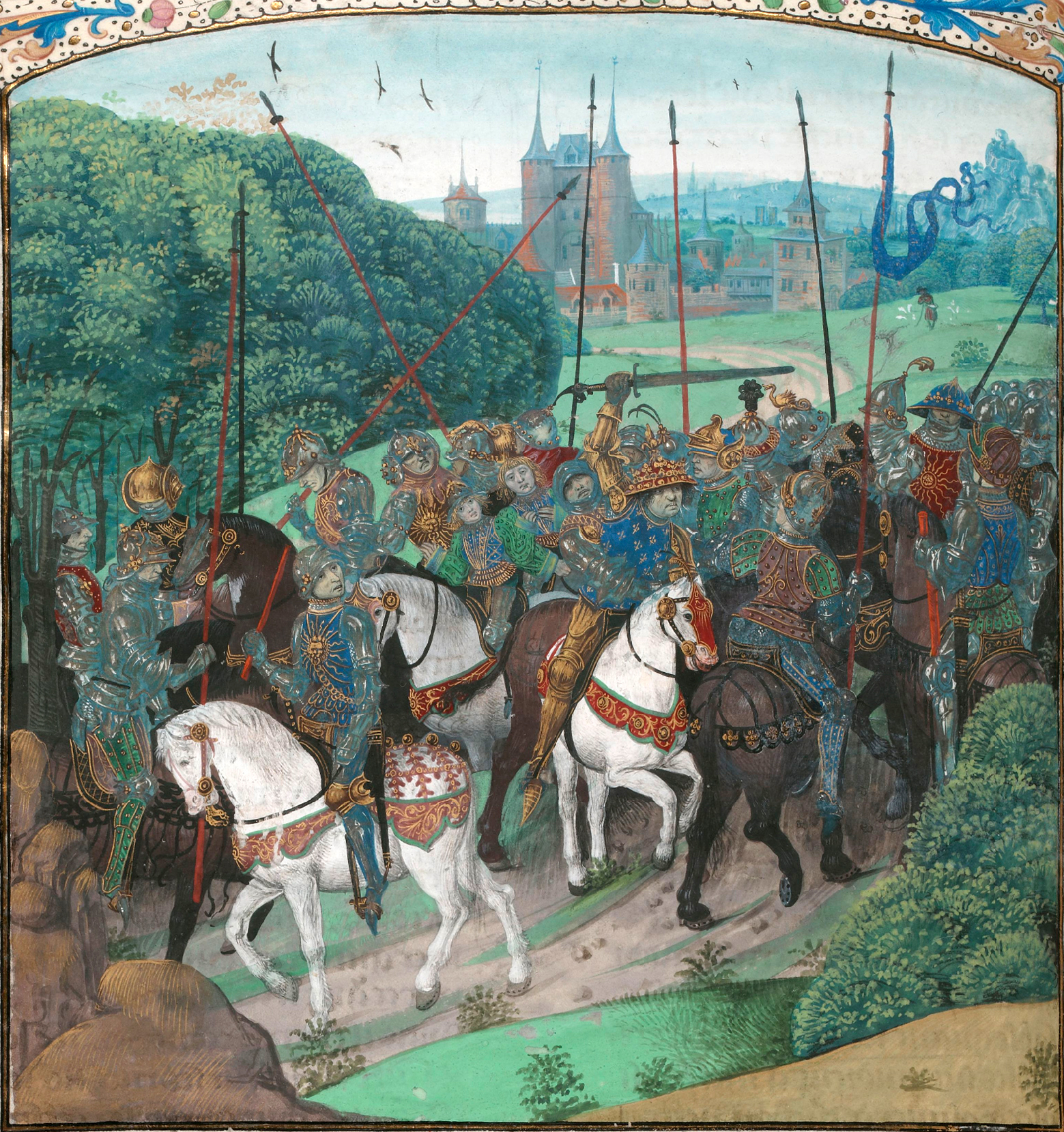
Charles VI (roi de France) attaquant ses propres chevaliers, par le maître d'Antoine de Bourgogne. Un manuscrit des Chroniques de Froissart. BNF, vers 1470.

Au cours d'une chaude journée d'août, alors qu'il se trouve à proximité du Mans où il escorte ses soldats en route vers la Bretagne, Charles VI est approché par un « homme de mauvaise mine » qui le met en garde contre une trahison et lui ordonne de ne pas chevaucher plus avant. L'étrange apparition finit par s'en aller ou être chassée. Vers midi, le roi est tiré brusquement de sa somnolence par un bruit métallique occasionné par la maladresse d'un de ses pages. Dégainant brusquement son épée, il charge ses propres chevaliers en s'écriant : « En avant ! En avant sur ces traîtres ! Ils veulent me livrer ! »,. Le souverain semble s'attaquer particulièrement à son frère Louis Ier d'Orléans, qui réussit à se sauver. Quatre hommes trouvent la mort au cours de l'incident avant que le chambellan ne parvienne à saisir Charles par derrière. Le roi est maîtrisé et désarmé, son entourage le descend de cheval et l'allonge délicatement sur le sol, où il demeure prostré et muet, ne semblant reconnaître personne. Rares sont alors ceux qui croient qu'il s'en remettra. Ses oncles, les ducs de Bourgogne et Jean Ier de Berry, profitent de la maladie du roi pour s'emparer du pouvoir, en reprenant leurs rôles de régents et en dissolvant le conseil des marmousets,.
L'accès de folie soudain du roi est tantôt perçu comme un signe de colère divine, autrement dit comme un châtiment, tantôt comme de la sorcellerie,. L'hypothèse d'un empoisonnement est également avancée. Certains historiens, tel Robert Knecht, supposent que Charles souffrait peut-être de schizophrénie paranoïde mais il est impossible d'établir un quelconque diagnostic fiable sur la base des témoignages contemporains. Inconscient, Charles VI est ramené au Mans, où Guillaume de Harcigny, un médecin vénéré et érudit de 82 ans, reçoit la charge de le soigner. Pour ce dernier, il ne fait aucun doute que la maladie est accidentelle et congénitale,. Après avoir retrouvé ses esprits et une fois sa fièvre retombée, le roi est renvoyé à Paris par Harcigny, voyageant de château en château où il se repose par intervalles. Plus tard, au mois de septembre, Charles a retrouvé un état de santé suffisant pour se rendre en pèlerinage à Notre-Dame-de-Liesse près de Laon, avant de retourner à Paris.
La santé mentale de Charles demeure fragile après l'incident ; alors qu'il a le sentiment d'être aussi fragile que du verre, l'historien Desmond Seward relate qu'il « erre tel un loup dans les couloirs des palais royaux ». Des chroniqueurs contemporains comme Jean Froissart rapportent qu'il était « tellement malade qu'aucun remède ne pouvait le soulager ». Lors de ses crises les plus violentes, Charles est même incapable de reconnaître sa propre femme, Isabeau de Bavière, et exige qu'elle quitte les lieux lorsqu'elle pénètre dans ses quartiers. Lorsqu'il se sent mieux, il s'assure cependant qu'elle conserve la garde de leurs enfants. La reine s'occupe ainsi de ses fils, dont le futur roi Charles VII qui voit le jour en 1403. Cela permet à Isabeau de jouir de pouvoirs importants, et de siéger au conseil des régents lors des rechutes du souverain.
Dans Un lointain miroir. Le XIVe, siècle des calamités, l'historienne Barbara Tuchman écrit que le médecin Harcigny, refusant toutes les offres qui lui sont faites de rester, quitte Paris et ordonne aux courtisans de protéger le roi contre les devoirs du gouvernement. Il aurait ainsi demandé aux conseillers du roi « de veiller à ne pas l’inquiéter ou l'énerver […] et de lui demander aussi peu de travail que possible » en ajoutant que « le plaisir et la possibilité d'oublier lui feraient plus de bien que n'importe quoi d'autre ». Pour entourer Charles d'un environnement festif, et le protéger de la rigueur de la nécessité de gouverner, la cour imagine diverses sources de distractions plus ou moins extravagantes. Isabeau et sa belle-sœur, Valentine Visconti, se parent de robes ornées de nombreux bijoux, et de longues tresses enroulées dans de grands cônes et recouvertes de doubles hennins qui requièrent que certaines portes soient agrandies pour les laisser passer.
Le peuple trouve alors toutes ces extravagances excessives, mais témoigne son affection pour son jeune roi, qu'il baptise Charles le Bien-Aimé. Les critiques contre ces dépenses inutiles sont alors plutôt adressées à la reine, étrangère, arrivée de Bavière à la demande des oncles de Charles. Ni Isabeau ni sa belle-sœur, fille du duc de Milan Visconti, ne jouissent d'une grande popularité auprès de la cour et du peuple. Dans ses Chroniques, Froissart écrit que les oncles de Charles sont favorables à toutes ces frivolités car « tant que la reine et le duc d'Orléans sont occupés à danser, ils ne sont ni dangereux ni nuisibles ».

## Bal

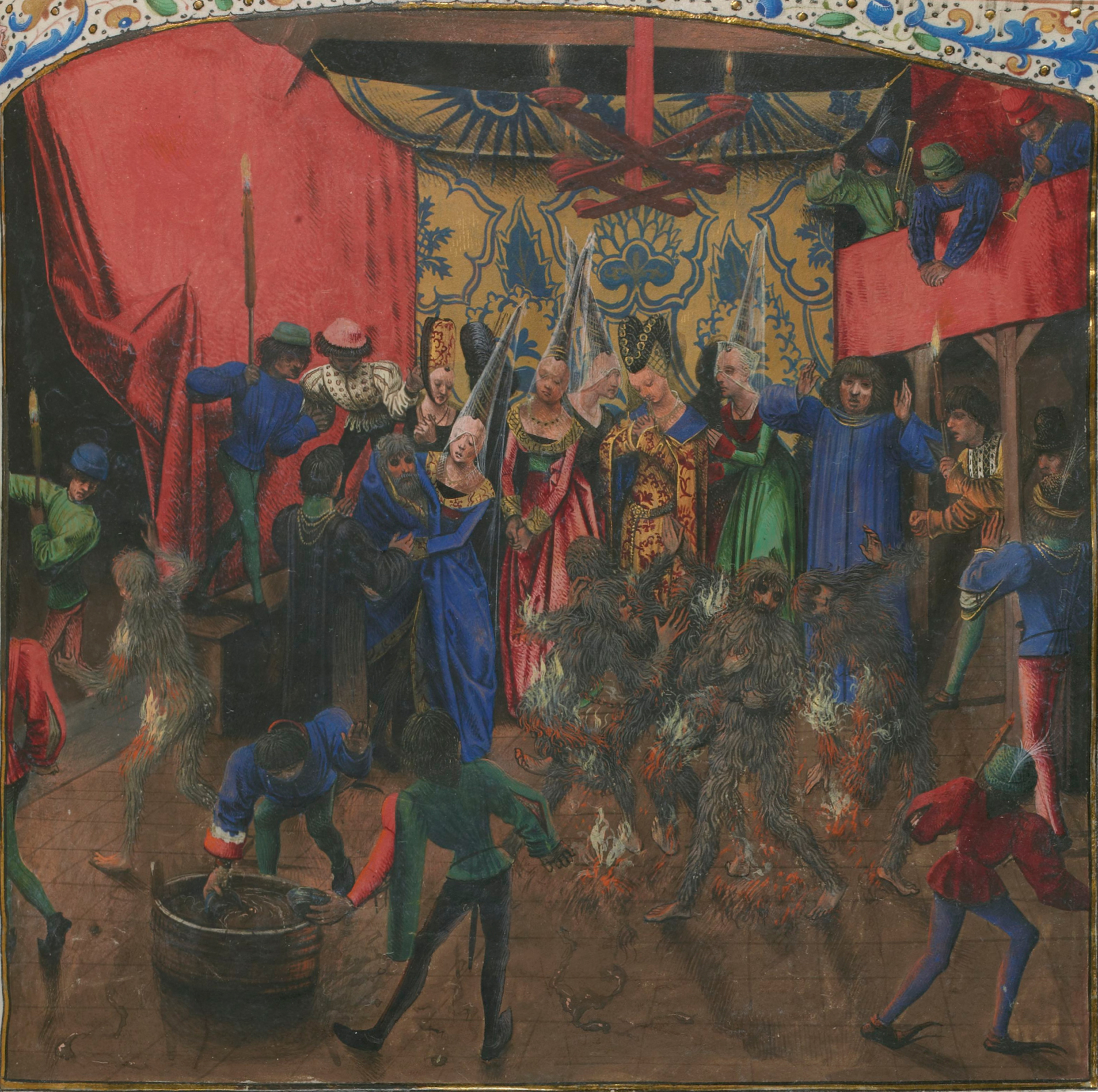
Bal des ardents par le Maître d'Antoine de Bourgogne (années 1470). Chroniques de Froissart, BNF, vers 1470.

Le 28 janvier 1393, à l'occasion du remariage de l'une de ses demoiselles d'honneur, Catherine l'Allemande, veuve du sire de Hainceville avec Etzel d'Ortenburg (de), la reine Isabeau organise un bal masqué à l'hôtel Saint-Pol,, demeure royale située à Paris sur le bord de la Seine (actuel quai des Célestins),,. La journée se déroule gaiement en fêtes et banquets. Toute la cour a été invitée aux festivités qui se poursuivent le soir par un bal organisé à l'hôtel Saint-Pol ou à l'hôtel de la Reine-Blanche dans le bourg Saint-Marcel, où la cour dispose d'hôtels de plaisance appelés « séjours ».
À l'occasion d'un remariage, comme dans le cas de Catherine l'Allemande, il est de coutume d'organiser des mascarades ou charivaris, caractérisés par « toutes sortes de frivolités, déguisements, désordres et jeux d'instruments bruyants et dissonants accompagnés de claquements de cymbales »,. Les nobles les plus proches du roi, les ducs d'Orléans, du Berry et de Bourgogne sont présents à l'événement. Après la présentation des musiciens, ceux-ci commencent à jouer. Les convives se mettent à danser au son des trompettes, des flûtes et des chalumeaux et d'autres instruments de musique. Ainsi débute le charivari.
Sur une idée de Hugonin de Guisay, le roi et cinq autres de ses compagnons (De Guisay, Jean III comte de Joigny, Yvain de Foix, Ogier de Nantouillet et Aymard de Poitiers) décident d'animer la fête en se déguisant en « sauvages ». Des costumes en lin sont cousus directement sur eux, puis enduits de poix recouverte de plumes et de poils d'étoupe, dans le but d'apparaître « poilus et velus du chef jusques à la plante du pied »,. Des masques composés des mêmes matériaux sont placés sur leurs visages pour dissimuler leur identité à l'assistance. Certains chroniqueurs comme Froissart rapportent qu'ils se lient ensuite les uns aux autres au moyen de chaînes. Seul le roi n'est pas attaché, ce qui lui sauvera sans doute la vie. Des ordres stricts interdisent en outre que les torches de la salle soient allumées, et que quiconque y pénètre pendant les danses, afin de minimiser le risque que ces costumes fortement inflammables ne prennent feu,.
Le duc d'Orléans, frère du roi, arrive par la suite accompagné de quatre chevaliers munis de six torches, sans avoir eu vent de la consigne royale. Ivre, il est accompagné de son oncle, le duc de Berry, avec qui il a déjà passé une partie de la soirée dans une taverne. La noce bat son plein lorsque les lumières s'éteignent et que les six sauvages se glissent au milieu des invités, gestuelles et cris à l'appui. D'abord surpris, les invités se prennent au jeu. L'historien Jan Veenstra explique que les six hommes hurlaient comme des loups, lançant des obscénités à la foule et invitant l'audience à tenter de deviner leur identité dans une « frénésie diabolique ». Intrigué par les danses de ces étranges sauvages, le frère du roi s'empare d'une torche pour mieux voir qui se cache sous les masques. Mais le duc d'Orléans s'approche trop près des déguisements et les costumes en lin prennent feu immédiatement alors que les fêtards ne peuvent se dépêtrer à cause de leurs chaînes.

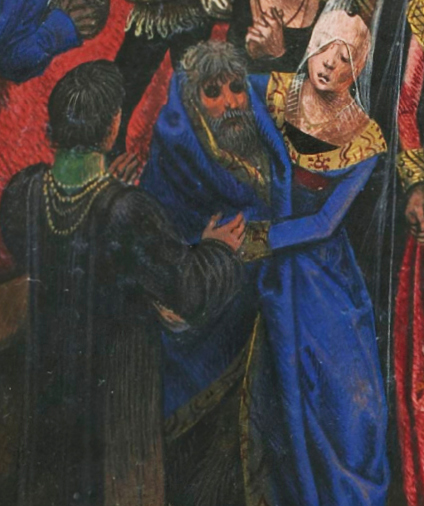
Détail de Jeanne de Boulogne, duchesse de Berry, portant un haut hennin en forme de cône, et protégeant Charles des flammes avec ses jupons.

Lorsqu'elle se rend compte que le roi figure parmi les sauvages, la reine Isabeau s'évanouit. Le roi ne doit son salut qu'à la présence d'esprit de sa tante Jeanne de Boulogne, duchesse de Berry, alors âgée de quatorze ans, qui l'enveloppe immédiatement de sa robe et de ses jupons pour étouffer les flammes. Le sire Ogier de Nantouillet réussit à se libérer de sa chaîne et se jette dans un cuvier servant à rincer les tasses et les hanaps. Yvain de Foix, quant à lui, tente d'atteindre la porte où deux valets l'attendent avec un linge mouillé, mais transformé en torche vivante, il n'y parvient pas. La scène vire rapidement au chaos, alors que les compagnons hurlent de douleur dans leurs costumes, et que certains membres de l'assistance, également victimes de brûlures, tentent de secourir les infortunés. L'événement est relaté avec une grande précision par le moine de Saint-Denis Michel Pintoin, qui écrit que « quatre hommes sont brûlés vifs, alors que leurs organes génitaux tombent au sol, générant un fort épanchement de sang »,. Seuls deux danseurs survivent à la tragédie : le roi et le Sieur de Nantouillet, tandis que le comte de Joigny meurt sur place, et qu'Yvain de Foix et Aimery de Poitiers agonisent de leurs brûlures durant deux jours. L'instigateur de la mascarade, Hugonin de Guisay, survit un jour de plus, « en maudissant et insultant ses camarades, les morts comme les vivants jusqu'à son dernier souffle »,.

## Conséquences

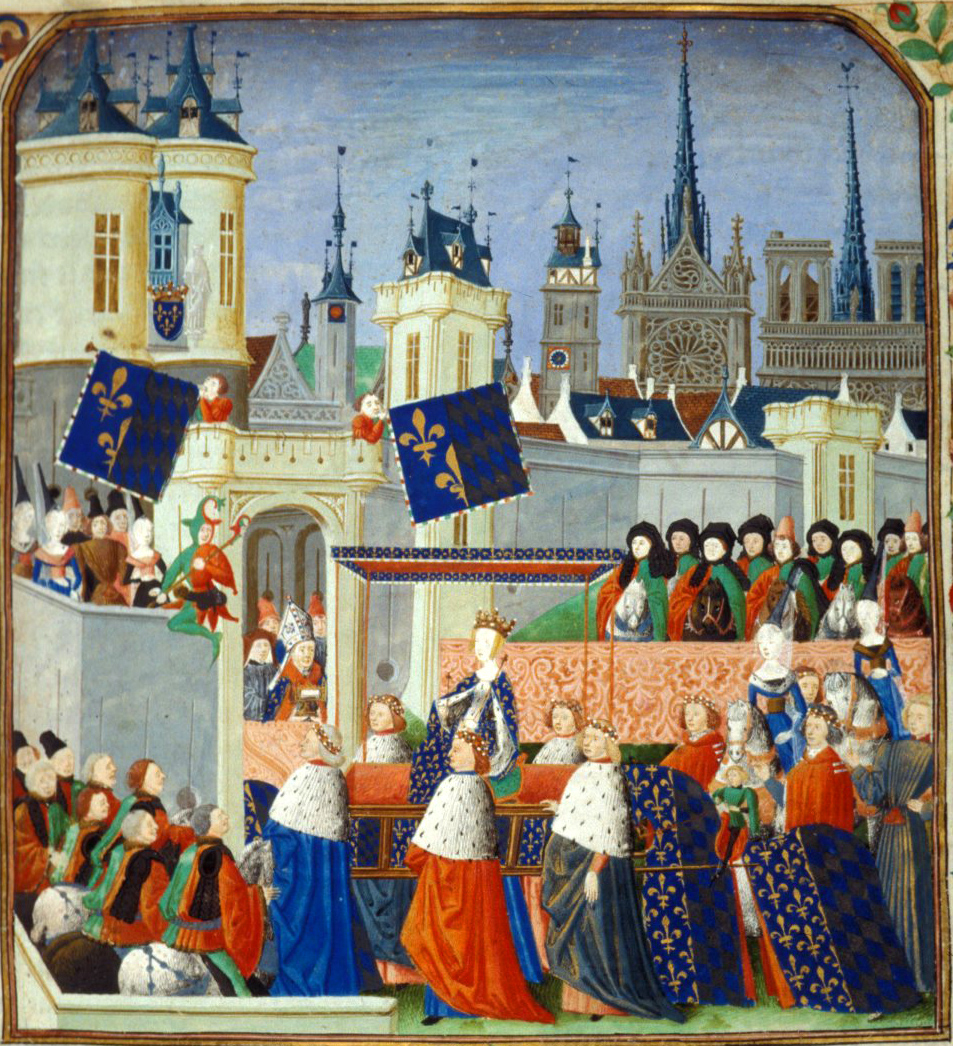
Vue de l'hôtel Saint-Pol lors de l'entrée de la reine Isabeau en 1389. Manuscrit des Chroniques de Froissart, British Library, vers 1470.

Le lendemain, la nouvelle fait le tour de Paris et la foule se dresse devant l'hôtel Saint-Pol, où réside le roi. Les gens ne comprennent pas que l'on ait permis à ce roi, à l'esprit déjà fragile, une telle mascarade. La rumeur veut en outre que ce soit après avoir rencontré un homme fou, vêtu tel un sauvage, que le roi eut son premier coup de folie l'année précédente, et tua quatre de ses compagnons. Les habitants de Paris, courroucés par l'événement et le danger auquel leur monarque a été exposé, critiquent vivement les conseillers de Charles. Une grande agitation traverse la ville lorsque la population menace de déposer les oncles du roi, et de tuer les courtisans aux mœurs les plus dissolues et dépravées. Fortement affectés par les protestations populaires, et inquiets du risque d'une nouvelle révolte des Maillotins, au cours de laquelle les Parisiens avaient menacé les collecteurs d'impôt avec des maillets onze ans plus tôt, les oncles du roi le convainquent de se rendre à Notre-Dame de Paris pour se montrer au peuple, et faire pénitence en leur compagnie. Le duc d'Orléans, présenté comme le principal responsable de la catastrophe, donne quant à lui des fonds pour construire une chapelle à l'église de l'ordre des Célestins,,. Une messe pour le repos des quatre âmes y est alors dite quotidiennement.
Les chroniques de Froissart qui relatent l'incident présentent clairement le frère du roi Charles, le duc d'Orléans comme en étant le seul responsable. Il écrit ainsi : « Ainsi se dérompit cette fête et assemblée de noces en tristesse et ennui, quoique l'époux et l'épouse ne le pussent amender. Car on doit supposer et croire que ce ne fut point leur coulpe, mais celle du duc d'Orléans, qui nul mal n'y pensoit quand il avala la torche. Jeunesse lui fit faire ». La réputation d'Orléans est ainsi fortement entachée par la tragédie, d'autant qu'il a précédemment fait l'objet d'accusations de sorcellerie après avoir recouru aux services d'un moine apostolique pour enchanter une bague, une dague et une épée. Quelques années plus tard, Jean Petit, théologien au service du Jean Sans Peur, duc de Bourgogne, qualifiera le duc Louis d'Orléans de sorcier en vue de justifier l'assassinat de ce dernier par Jean Sans Peur en 1407. Petit ajoutera que la tragédie du Bal des ardents était préméditée en représailles de l'attaque de folie du roi au cours de l'été précédent,.
Quelques jours après le drame, très choqué, Charles VI publie une ordonnance par laquelle il confie, en dehors de ses périodes de lucidité, la régence à « son cher et très aimé frère Louis duc d'Orléans, comte de Valois et de Beaumont, tant pour le bien, sens et vaillance de lui comme pour la très singulière, parfaite loyale et vraie amour qu'il a toujours eue à nous et à nos enfants ». Mais le duc d'Orléans étant jugé trop jeune, la régence échoit à ses oncles les ducs Jean de Berry et Philippe le Hardi. Charles VI n'a pas encore vingt-cinq ans et, comme le remarque le connétable de Clisson, il y a alors trois rois en France. En 1394, le duc de Bourgogne est devenu le personnage dominant du pouvoir royal, il en est notamment le principal diplomate.

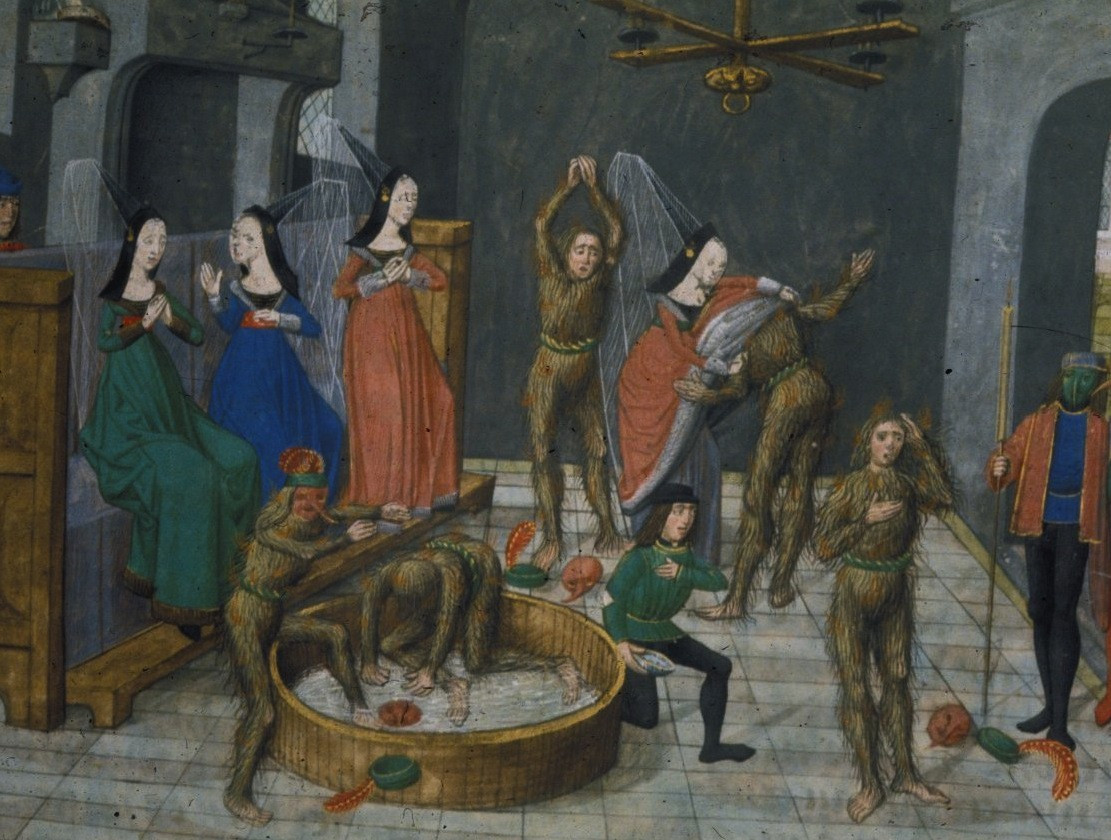
Le Bal des ardents, miniature tirée d'un manuscrit des Chroniques de Froissart, montrant un danseur dans le tonneau de vin au premier plan, Charles s'abritant sous les jupons de la duchesse au milieu à gauche, et des danseurs « ardents » au centre. British Library, avant 1483 à Bruges.

L'hôtel de la Reine-Blanche sera quant à lui démoli sur ordre du roi et la rue de la Reine-Blanche ouverte à sa place. Il sera reconstruit plus tard à la fin du XVe siècle ou au début du XVIe siècle sous le nom du château de la Reine-Blanche situé entre les actuelles rues Berbier-du-Mets et Gustave-Geffroy. Il sera alors occupé par la famille Gobelin qui le fait édifier, et qui établira à proximité la manufacture des Gobelins.
L'épisode du Bal des ardents renforce l'impression de la population que la cour s'enfonce dans ses extravagances et des mœurs corrompues, autour d'un roi à la santé délicate et incapable de régner. Les attaques de folie de Charles, dont la fréquence augmente à partir de la fin des années 1390, réduisent sa position de monarque à un pur rôle de représentation. À partir du début du XVe siècle, il est de plus en plus oublié et négligé, ce qui se traduit par une fragmentation progressive de la maison capétienne des Valois,. En 1407, le duc de Bourgogne Jean Sans Peur, fils de Philippe le Hardi, fait assassiner son cousin le duc d'Orléans pour « vice, corruption, sorcellerie, et une longue liste d'offenses publiques et privées ». À la même occasion, la reine Isabeau est accusée d'être la maîtresse du frère de son époux. L'assassinat du duc d'Orléans marque le début de la guerre civile entre les Bourguignons et les Armagnacs qui se poursuivra pendant plusieurs décennies. Selon Tuchman, le vide créé par le manque de pouvoir central, et l'irresponsabilité générale de la cour de France contribuera en outre à sa réputation de mœurs dissolues et de décadence qui se maintiendra pendant plus de 200 ans jusqu'à l'avènement des Bourbons,.

## Symbolique folklorique et chrétienne des sauvages

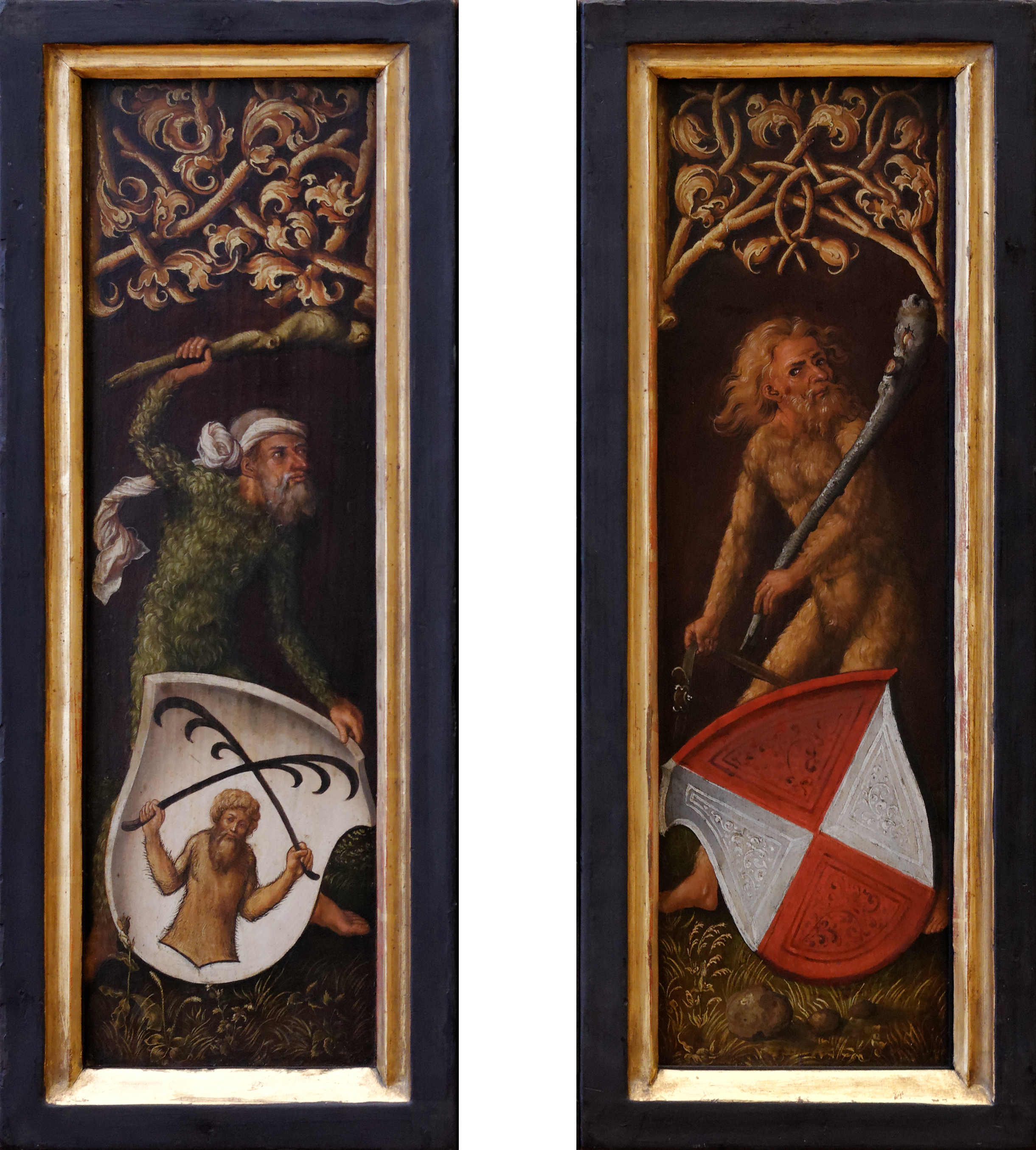
Hommes sauvages, ou « wodewose », représentés par Albrecht Dürer (1499). Alte Pinakothek, Munich.

Dans son ouvrage consacré à la Magie et la divination aux cours de Bourgogne et de France, Veenstra écrit que le Bal des ardents est révélateur des tensions entre les croyances chrétiennes et le paganisme latent dans la société au XIVe siècle. Selon lui, l'incident a « mis au jour une grande lutte culturelle avec le passé, tout en donnant une sombre vision de l'avenir ».
Les sauvages, habituellement représentés avec un bâton ou une massue, vivant au-delà des limites de la civilisation, sans refuge ou feu, incapables de ressentir des émotions et dépourvus d'âme, étaient alors une métaphore d'hommes isolés de Dieu. Une superstition commune était que les sauvages aux cheveux longs, connus sous le nom de « lutins », et qui dansaient à la lumière du feu, soit pour conjurer les démons, soit dans le cadre de rituels de fertilité, vivaient dans des zones montagneuses telles que les Pyrénées. Dans certains villages, à l'occasion de charivaris organisés au moment des récoltes ou des semences, des danseurs déguisés en sauvages, censés représenter les démons, étaient capturés lors d'un cérémonial, avant que leur effigie ne soit brûlée pour apaiser les mauvais esprits. Cependant, l'Église considérait ces rituels comme païens et démoniaques,.

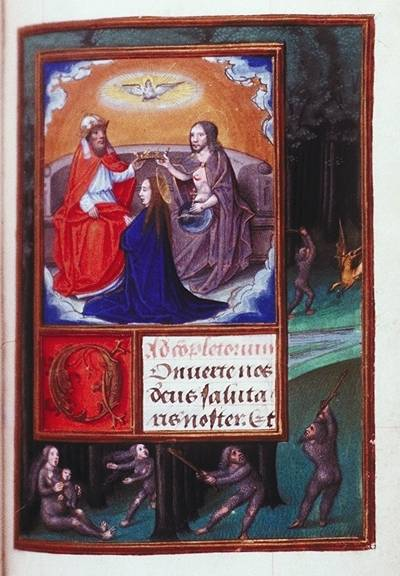
Des sauvages représentés sur un livre d'heures, vers 1510-1520. Bibliothèque de l'université de Syracuse.

Veenstra explique qu'en se déguisant en sauvages, les villageois espéraient spirituellement « conjurer les démons en les imitant », même si, à cette période, les pénitenciers interdisaient la croyance en des sauvages ou toute tentative de les imiter, comme ce fut le cas lors de la danse costumée de la reine Isabeau. Dans les rituels folkloriques, « les brûlures n'avaient pas lieu littéralement, mais symboliquement au travers d'effigies », explique-t-il, « contrairement à ce qui s'est passé au cours du Bal des ardents, où le rituel de fertilité fut ramené à une distraction de la cour, et où le feu a ramené les auteurs à une réalité épouvantable ». Une chronique datant du XVe siècle décrit par ailleurs le Bal des ardents comme « una corea procurance demone » (« une danse pour chasser le diable »).
Parce que le remariage était souvent considéré comme un sacrilège (la croyance populaire étant que le mariage continue au-delà de la mort), il était censuré par la communauté. L'objectif du Bal des ardents était ainsi double : distraire la cour, et humilier et réprimander la dame de compagnie de la reine Isabeau, dans un rituel d'inspiration païenne, ce que le moine de Saint-Denis ne semblait guère apprécier. Cependant, Veenstra explique également qu'un rituel tenu lors de la nuit du mariage d'une femme se remariant existait également chez les chrétiens. Ainsi, une partie du Livre de Tobie décrit comment une femme dont sept maris furent tués par le démon Asmodée, finit par conjurer le mauvais sort en brûlant le cœur et le foie d'un poisson,.
L'événement aurait également pu permettre un exorcisme symbolique de la maladie mentale de Charles, à une époque où de nombreux magiciens et sorciers étaient consultés par les membres de la cour,. Au début du XVe siècle, les rituels au cours desquels les forces malveillantes, démoniaques ou sataniques étaient brûlées étaient courants, comme en témoigne la persécution du médecin du roi, Jehan de Bar, par le duc d'Orléans qui finit par avouer, sous la torture, qu'il pratiquait la sorcellerie.

## Chroniques et représentations

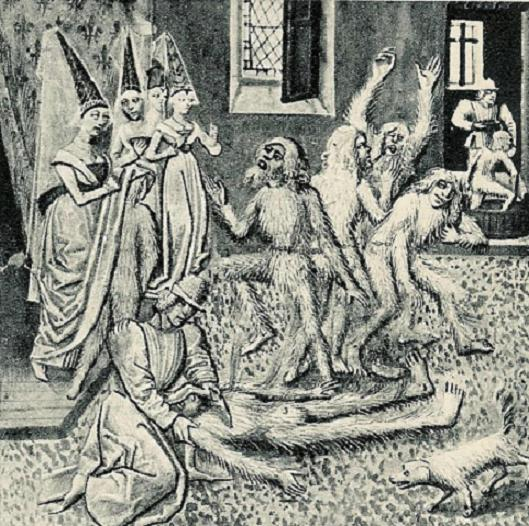
Représentation du Bal des ardents.

Le décès de quatre membres de la noblesse était suffisamment significatif pour que l'événement soit relaté par les chroniqueurs de l'époque, et en particulier par Jean Froissart et par le moine de Saint-Denis, autrement dit Michel Pintoin, puis illustré dans de nombreuses copies d'enluminures. Cependant, alors que les deux chroniqueurs sont d'accord sur les éléments principaux de la tragédie, à savoir que les six hommes étaient habillés en sauvages, que le roi survécut, que l'un des compagnons tomba dans un tonneau et que les quatre autres trouvèrent la mort, plusieurs détails changent d'un récit à l'autre. Froissart écrit que les danseurs étaient enchaînés les uns aux autres, ce qui n'est pas mentionné chez Pintoin. En outre, les deux auteurs sont en désaccord quant au déroulement de la momerie ; selon l'historienne Susan Crane, le moine décrit l'événement comme un charivari sauvage au cours duquel l'audience était invitée à participer, alors que la description qu'en fait Froissart laisse entendre qu'il s'agissait d'une représentation théâtrale sans participation de l'assistance.
Froissart relate l'incident dans le quatrième livre de ses Chroniques (qui traite des années 1389 à 1440), dans un récit dont l'universitaire Katerina Nara écrit qu'il est « teinté de pessimisme », étant donné que Froissart « n'approuvait pas tout ce qu'il décrivait ». Froissart considère en outre Orléans comme responsable de la tragédie, tandis que le moine insiste davantage sur l'instigateur du déguisement, Hugonin de Guisay, dont la réputation de traiter comme des animaux ses serviteurs de plus basse condition aurait attiré une haine presque universelle des nobles qui se réjouirent de sa mort.
Le moine écrit quant à lui son récit dans son ouvrage Chronique du religieux de Saint-Denys, qui couvre la quasi-totalité des 25 années du règne du monarque. Son récit est fait sur un ton désapprobateur du fait que l'incident contribua à corrompre davantage les mœurs de l'époque, et que la conduite du roi est décrite comme honteuse, là où Froissart la décrit plutôt comme festive.
Les experts ne savent pas avec certitude si l'un ou l'autre des deux chroniqueurs était présent lors de l'incident. Selon Crane, Froissart rédigea sa description de l'événement environ cinq années plus tard, contre environ dix pour Pintoin. Veenstra prend l'hypothèse que le moine aurait pu en être spectateur (étant donné qu'il fut présent pendant la majorité des événements importants du règne de Charles VI), et que sa version des faits constitue donc la plus précise des deux,. Les chroniques du moine sont ainsi considérées comme essentielles pour comprendre le fonctionnement de la cour du roi, bien que sa neutralité ait pu être affectée par sa préférence pour les Bourguignons contre les Orléanais, ce qui le conduisit à décrire le couple royal de manière négative. Un troisième récit fut écrit au milieu du XVe siècle par Jean Jouvenel des Ursins dans sa biographie de Charles, L'Histoire de Charles VI : roy de France, qui ne fut pas publié avant 1614,.
L'édition du manuscrit de Froissart de la collection Harley de la British Library, réalisée entre 1470 et 1472, inclut une miniature qui dépeint l'événement sous le titre de « Danse des sauvages ». Elle a longtemps été attribuée à un enlumineur anonyme désigné sous le nom de convention Maître du Froissart de Philippe de Commynes (Master of the Harley Froissart). Elle a depuis été attribuée au peintre français Philippe de Mazerolles. Un manuscrit légèrement plus récent des chroniques de Froissart, datée autour de 1480, contient également une miniature de l'événement, également attribuée à un enlumineur flamand connu sous le nom de Maître du Froissart du Getty. Le Manuscrit de Gruuthuse, daté des années 1470-1475, des Chroniques de Froissart, conservé à la Bibliothèque nationale de France, comporte lui aussi une miniature de l'incident attribuée au Maître d'Antoine de Bourgogne,. Une édition des Chroniques, publiée à Paris vers 1508, semble avoir été réalisée expressément pour Marie de Clèves. L'édition compte 25 miniatures dans ses marges, tandis que la seule illustration tenant sur une page entière est celle du Bal des ardents.

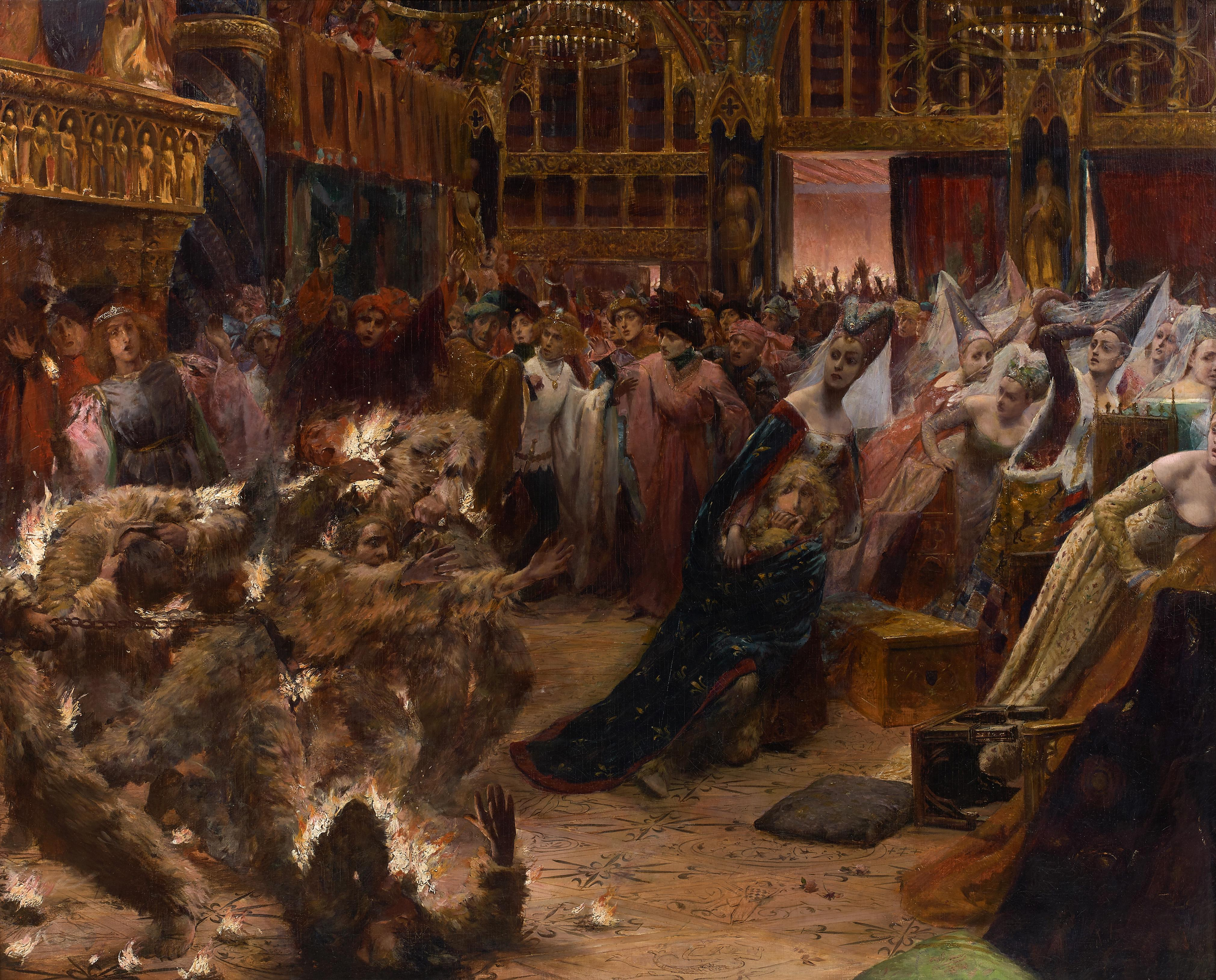
Georges-Antoine Rochegrosse, Le Bal des ardents (1889).

Le peintre Georges-Antoine Rochegrosse a peint la scène dans un tableau présenté au Salon de 1889, aujourd'hui au musée Anne-de-Beaujeu de Moulins.
Par ailleurs, l'épisode du Bal des ardents a servi de source d’inspiration à Edgar Allan Poe pour sa nouvelle « Hop-Frog », incluse dans le recueil des Nouvelles histoires extraordinaires. Celle-ci décrit l'histoire d'un nain enlevé de son pays natal pour devenir le bouffon d'un roi facétieux mais cruel. Boiteux, mais d'une force exceptionnelle, il doit son nom à sa démarche sautillante particulière. Après une nouvelle humiliation du roi, Hop-Frog suggère que lui et ses conseillers se déguisent en orangs-outans enchaînés ensemble. Le roi accepte, et lors d'un bal, Hop-Frog met le feu à leurs costumes très inflammables. Tous périssent brûlés vifs, alors que Hop-Frog, avant de s'échapper, dévoile leurs identités aux invités ainsi que les raisons de sa vengeance.